# Sverre Hansen (atleta)
Sverre Hilmar Hansen (Oslo, 12 novembre 1899 – Oslo, 25 febbraio 1991) è stato un lunghista norvegese.
Nel 1924 prese parte ai Giochi olimpici di Parigi, dove conquistò la medaglia di bronzo nel salto in lungo con la misura di 7,260 m. Tra il 1921 e il 1924 fu quattro volte campione nazionale in questa specialità.

## Palmarès
| Anno | Manifestazione  | Sede   | Evento         | Risultato | Prestazione | Note |
| ---- | --------------- | ------ | -------------- | --------- | ----------- | ---- |
| 1924 | Giochi olimpici | Parigi | Salto in lungo | Bronzo    | 7,260 m     |      |